# Banara dioica
Banara dioica là một loài thực vật có hoa trong họ Liễu. Loài này được Benth. mô tả khoa học đầu tiên năm 1861.